# Aetanthus nodosus
Aetanthus nodosus là một loài thực vật có hoa trong họ Loranthaceae. Loài này được (Desr.) Engl. mô tả khoa học đầu tiên năm 1897.